# Provincia Nyanga
Provincia Nyanga este una dintre cele 9 unități administrativ-teritoriale de gradul I ale statului Gabon.